# François Tortebat
François Tortebat (Parigi, 1616 circa – Parigi, 4 giugno 1690) è stato un pittore e incisore francese.

## Biografia
François Tortebat è figlio di Louis Tortebat e Marguerite de Nameur, zia del pittore a tema storico Louis de Nameur. Studiò nell'atelier di Simon Vouet intorno al 1631. Il 9 novembre 1643 sposò la figlia maggiore del suo maestro, Françoise, dalla quale ebbe ventinove figli. Tra questi vi fu Jean Tortebat, ammesso come pittore all'Académie royale de peinture et de sculpture il 3 ottobre 1699.
François Tortebat soggiornò a Roma tra il 1635 e il 1640, dove realizzò grandi copie dei cartoni degli arazzi di Raffaello su richiesta del cardinale Antonio Barberini. Al suo ritorno in Francia, si unì all'atelier di Vouet.
Dopo la morte di Simon Vouet nel 1649, Tortebat collaborò con un altro genero di Simon Vouet, Michel Dorigny, e ottenne il diritto di riprodurre le sue opere tramite incisione. Disegnò le scenografie per il ritorno di Luigi XIV a Parigi con la sua nuova moglie Maria Teresa di Spagna nel 1660.
Il 31 marzo 1663 François Tortebat divenne membro dell'Académie royale e presentò un ritratto postumo di Vouet come opera di ammissione. Tortebat pubblicò anche una serie d'incisioni tratte dai dipinti dei Carracci conservati a Palazzo Magnani a Bologna. Realizzò le incisioni per il libro Abrégé d'anatomie accommodé aux arts de peinture et de sculpture, scritto da Roger de Piles e pubblicato nel 1668. Morì a Parigi il 4 giugno 1690.

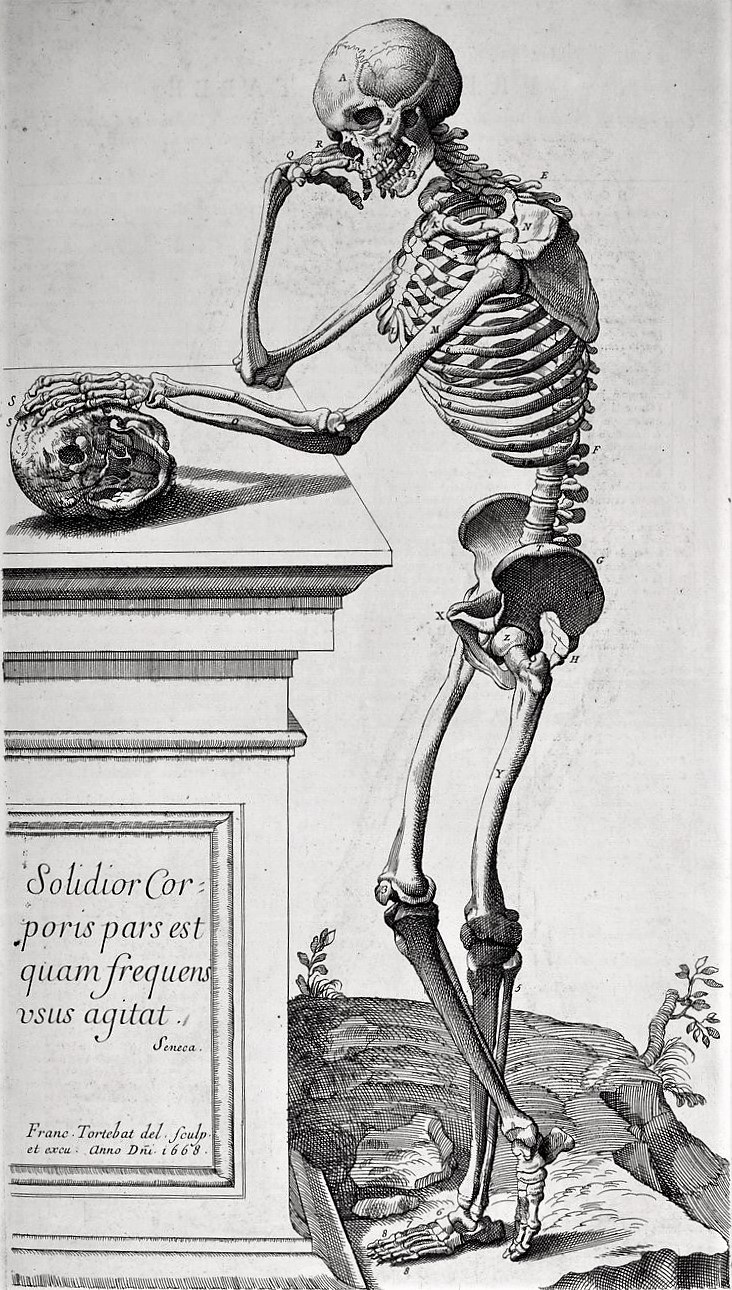
Illustrazione tratta dallAbrégé d'anatomie

## Opere pubblicate
- (FR) Roger de Piles, Abrégé d'anatomie, accommodé aux arts de peinture et de sculpture, illustrazioni di François Tortebat, 1668.